# Naturschutzgebiet Teichgebiet Wismar-Kluß
Koordinaten: 53° 52′ 30,7″ N, 11° 28′ 28,3″ O
Das Naturschutzgebiet Teichgebiet Wismar-Kluß ist ein Naturschutzgebiet in Mecklenburg-Vorpommern am südöstlichen Ortsrand der Hansestadt Wismar. Das Gebiet besteht aus drei Teilflächen: dem Fischteich im Südosten, dem Wallensteingraben mit Mühlenteich im Norden und dem Viereggenhöfer Teich im Westen.
Die Unterschutzstellung erfolgte am 13. Juni 1995 bei einer Größe von 228 Hektar. Es soll ein Feuchtgebiet bestehend aus Wallensteingraben und Fischteichen erhalten werden, welches ein überregional bedeutsamer Brut- und Mauserplatz für Sumpf- und Wasservogelarten ist. Das Feuchtgebiet hat Anschluss an die nördlich liegende Wismarbucht. Der Gebietszustand wird als gut angesehen. Durch die Nähe zur Stadt Wismar kommt es zu Beeinträchtigungen durch Nutzung als Naherholungsgebiet. Ansprüche von Fischerei, Wasserwirtschaft und Naturschutz müssen abgewogen werden.
Ein Rundwanderweg führt um den Mühlenteich und ermöglicht Einblicke in die Wasservogelwelt.
Die Flächen entstanden als Toteisformen nach der letzten Eiszeit, die anschließend vermoorten. Im Mittelalter wurden sie zum Betrieb von Wassermühlen und für die Teichwirtschaft angestaut. Zu DDR-Zeiten wurden Karpfen in den Teichen gehalten. Durch Aufgabe dieser Nutzung in den 1990er Jahren hat sich die Gewässerqualität verbessert.
Die Pflanzenwelt im Naturschutzgebiet wird von Röhrichten aus Schilf und Rohrkolben dominiert. Nördlich findet sich am Rand des Gewässers ein Erlenbruch. Brutvögel sind Rohrdommel, Rohrweihe, Tüpfelsumpfhuhn, Rohr- und Schlagschwirl, Drossel- und Schilfrohrsänger sowie Beutel- und Bartmeise. Ein Seeadlerpaar brütet am Teichufer. Umgestürzte Bäume dienen dem Eisvogel als Ansitz. Rastvögel im Herbst sind Löffelenten, Tafelenten, Kiebitze und Goldregenpfeifer.